# مجتبی یمانی
مجتبی یمانی (زاده ۱۳۴۰ در نجف‌آباد اصفهان)، استاد ژئومورفولوژی و عضو هیئت علمی گروه جغرافیای طبیعی دانشکده جغرافیای دانشگاه تهران است. وی با بیش از ۳۰۰ مقاله و پژوهش از دانشمندان پر تألیف ایرانی به‌شمار می‌رود.

## زندگی‌نامه
مجتبی یمانی دوره‌های کارشناسی (۱۳۶۷)، کارشناسی ارشد (۱۳۶۹) و دکتری تخصصی (۱۳۷۵) رشته جغرافیای طبیعی گرایش ژئومورفولوژی را در دانشگاه تهران گذرانده‌است.

## فعالیت‌های علمی و پژوهشی
دکتر یمانی بیش از ۳۰۰ مقاله و پژوهش تألیف کرده و کتاب‌هایی چون «ژئومورفولوژی ساحلی»، «ژئومورفولوژی ساحل شرقی تنگه هرمز»، «نقشه‌ها و نمودارهای موضوعی (کارتوگرافی موضوعی)»، «مبانی نقشه‌خوانی» و «نقشه‌های ژئومورفولوژی» را نیز به‌چاپ رسانیده‌است. وی همچنین فعالیت‌های بسیاری در حوزه‌های مختلف جغرافیا دارد و مدیریت «قطب مطالعات علمی دانشگاه تهران» و ریاست انجمن ایرانی ژئومورفولوژی برخی از سمت‌های وی به‌شمار می‌روند.
در شهریور ماه ۱۳۹۲ پایگاه استنادی علوم جهان اسلام، ۲۰ دانشمند پر تألیف ایران در حوزه علوم انسانی را معرفی کرد. مقاله‌های این دانشمندان در نشریه‌های علمی معتبر کشور چاپ شده و در ISC نمایه‌سازی شده‌اند. در حوزه جغرافیا نیز نام مجتبی یمانی، به‌عنوان پژوهشگر پر تألیف در این لیست آمده‌است. مجتبی یمانی، با انتشار پنج عنوان کتاب و بیش از ۱۳۰ مقاله علمی ـ پژوهشی به زبان‌های فارسی و انگلیسی، در رتبه شانزدهم فهرست ۲۰ دانشمند پر تألیف ایران در حوزه علوم انسانی جای دارد.

## آثار
- ژئومورفولوژی ساحل شرقی تنگه هرمز، انتشارات دانشگاه هرمزگان
- نقشه‌ها و نمودارهای موضوعی، انتشارات دانشگاه تهران
- مبانی نقشه‌خوانی، انتشارات دانشگاه تهران
- ژئومورفولوژی ساحلی، انتشارات دانشگاه تهران
- نقشه‌های ژئومورفولوژی، روش‌ها و تکنیک‌ها، انتشارات دانشگاه تهران[۷]
- ژئومورفولوژی ساحلی ، انتشارات دانشگاه تهران
- ژئومورفولوژی مهندسی، انتشارات دانشگاه علم و فرهنگ